# Villanueva de Carazo
Pour les articles homonymes, voir Carazo (homonymie).
Villanueva de Carazo est une commune d'Espagne dans la communauté autonome de Castille-et-León, province de Burgos. Elle s'étend sur 7,383 km2 et comptait environ 30 habitants en 2011.